# Ingrid Arndt-Brauer
Ingrid Arndt-Brauer (Marbourg, 20 mars 1961) est une femme politique allemande.